# 牡丹江专区
牡丹江专区，中华人民共和国黑龙江省已撤销的专区，在今黑龙江省东南部。
1956年置，专员公署驻牡丹江市。辖原由省直辖的林口、密山、虎林、穆棱、东宁、宁安、尚志、延寿、方正、海林10县。同年，撤销海林县，并入牡丹江市和林口、宁安2县。牡丹江专区辖9县。
1960年，将宁安县划归牡丹江市；撤销虎林县，与原属合江专区的饶河县合并设立虎饶县。牡丹江专区辖8县。
1962年，虎饶县划归合江专区；恢复海林县；原属牡丹江市的宁安县划回。1964年，由密山县和鸡西市析设鸡东县。专区辖10县。
1967年，牡丹江市划归牡丹江专区。同年，撤销牡丹江专区，改置牡丹江地区。